# Jamesianthus alabamensis
Jamesianthus alabamensis là một loài thực vật có hoa trong họ Cúc. Loài này được S.F.Blake & Sherff mô tả khoa học đầu tiên năm 1940.